# Farruh Nurliboyev
Farruh Nurliboyev (Фарруҳ Нурлибоев, ros. Фаррух Нурлибоев, Farruch Nurlibojew; ur. 6 stycznia 1991) – uzbecki piłkarz występujący na pozycji obrońcy w drużynie FK Olmaliq.

## Kariera piłkarska
Farruh Nurliboyev jest wychowankiem klubu FK Olmaliq. Do kadry pierwszego zespołu został włączony w 2010. Obecnie jego klub występuje w I lidze uzbeckiej.
Farruh Nurliboyev w 2010 zadebiutował w reprezentacji Uzbekistanu. Miał wtedy 19 lat. W 2011 został powołany na Puchar Azji. Uzbecy zajęli 1. miejsce w swojej grupie i awansowali do dalszej fazy.